# Ludovic Obraniak
Ludovic Joseph Obraniak (Longeville-lès-Metz, 10 novembre 1984) è un ex calciatore francese naturalizzato polacco, di ruolo centrocampista.

## Carriera

### Club

#### Metz
Formatosi nel FC Metz, giocò le sue prime partite con la maglia della prima squadra durante la stagione 2003-2004 e divenne titolare la stagione seguente.
Nella stagione 2005-2006 giocò quasi tutte le partite; ciononostante il Metz retrocesse in Ligue 2 alla fine della stagione.
Numerosi giocatori partirono dal club ma Obraniak rimase con i granata per aiutarli nella risalita in Ligue 1.

#### Lilla
Alla fine del girone d'andata FC Metz si trovò al primo posto in classifica in Ligue 2. Durante la sessione invernale Obraniak fu comprato dal Lilla OSC per 1,2 milioni di euro più la vendita di Daniel Gygax, poco utilizzato dai "mastini".
Giocò la seconda parte della stagione 2006-2007 con il suo nuovo club (oltre a due partite di Champions League), e si guadagnò il posto da titolare durante la stagione 2007-2008.

#### Bordeaux
Il 12 gennaio 2012 passa al Bordeaux.

#### Werder Brema
Il 31 gennaio 2014 viene acquistato per 2 milioni di euro dal Werder Brema

#### Prestito al Caykur Rizespor
Il 14 gennaio 2015 si trasferisce in prestito in Turchia al Caykur Rizespor con scadenza 30 giugno 2015.

#### Maccabi Haifa
Il 25 agosto 2015 viene ceduto agli israeliani del Maccabi Haifa.

### Nazionale
Fa il suo debutto con la Polonia il 12 agosto 2009, mettendo a segno una doppietta nell'amichevole vinta per 2 a 0 sulla Grecia.
L'8 giugno 2012 esordisce da titolare agli Europei nella sfida inaugurale contro la Grecia (1-1).

## Statistiche

### Cronologia presenze e reti in nazionale
| Cronologia completa delle presenze e delle reti in nazionale ― Polonia | Cronologia completa delle presenze e delle reti in nazionale ― Polonia | Cronologia completa delle presenze e delle reti in nazionale ― Polonia | Cronologia completa delle presenze e delle reti in nazionale ― Polonia | Cronologia completa delle presenze e delle reti in nazionale ― Polonia | Cronologia completa delle presenze e delle reti in nazionale ― Polonia | Cronologia completa delle presenze e delle reti in nazionale ― Polonia | Cronologia completa delle presenze e delle reti in nazionale ― Polonia |
| Data                                                                   | Città                                                                  | In casa                                                                | Risultato                                                              | Ospiti                                                                 | Competizione                                                           | Reti                                                                   | Note                                                                   |
| ---------------------------------------------------------------------- | ---------------------------------------------------------------------- | ---------------------------------------------------------------------- | ---------------------------------------------------------------------- | ---------------------------------------------------------------------- | ---------------------------------------------------------------------- | ---------------------------------------------------------------------- | ---------------------------------------------------------------------- |
| 12-8-2009                                                              | Bydgoszcz                                                              | Polonia                                                                | 2 – 0                                                                  | Grecia                                                                 | Amichevole                                                             | 2                                                                      | 46’                                                                    |
| 5-9-2009                                                               | Chorzów                                                                | Polonia                                                                | 1 – 1                                                                  | Irlanda del Nord                                                       | Qual. Mondiali 2010                                                    | -                                                                      | 46’                                                                    |
| 9-9-2009                                                               | Maribor                                                                | Slovenia                                                               | 3 – 0                                                                  | Polonia                                                                | Qual. Mondiali 2010                                                    | -                                                                      | 45’ 46’                                                                |
| 10-10-2009                                                             | Praga                                                                  | Rep. Ceca                                                              | 2 – 0                                                                  | Polonia                                                                | Qual. Mondiali 2010                                                    | -                                                                      |                                                                        |
| 14-10-2009                                                             | Chorzów                                                                | Polonia                                                                | 0 – 1                                                                  | Slovacchia                                                             | Qual. Mondiali 2010                                                    | -                                                                      |                                                                        |
| 14-11-2009                                                             | Varsavia                                                               | Polonia                                                                | 0 – 1                                                                  | Romania                                                                | Amichevole                                                             | -                                                                      | 80’                                                                    |
| 18-11-2009                                                             | Bydgoszcz                                                              | Polonia                                                                | 1 – 0                                                                  | Canada                                                                 | Amichevole                                                             | -                                                                      | 88’\|13= 68’                                                           |
| 3-3-2010                                                               | Varsavia                                                               | Polonia                                                                | 2 – 0                                                                  | Bulgaria                                                               | Amichevole                                                             | -                                                                      | 46’                                                                    |
| 11-8-2010                                                              | Stettino                                                               | Polonia                                                                | 0 – 3                                                                  | Camerun                                                                | Amichevole                                                             | -                                                                      | 75’ 78’                                                                |
| 9-10-2010                                                              | Chicago                                                                | Stati Uniti                                                            | 2 – 2                                                                  | Polonia                                                                | Amichevole                                                             | -                                                                      |                                                                        |
| 12-10-2010                                                             | Montréal                                                               | Ecuador                                                                | 2 – 2                                                                  | Polonia                                                                | Amichevole                                                             | 1                                                                      |                                                                        |
| 17-11-2010                                                             | Poznań                                                                 | Polonia                                                                | 3 – 1                                                                  | Costa d'Avorio                                                         | Amichevole                                                             | 1                                                                      | 89’                                                                    |
| 9-2-2011                                                               | Faro                                                                   | Polonia                                                                | 1 – 0                                                                  | Norvegia                                                               | Amichevole                                                             | -                                                                      | 58’ 79’                                                                |
| 25-3-2011                                                              | Kaunas                                                                 | Lituania                                                               | 2 – 0                                                                  | Polonia                                                                | Amichevole                                                             | -                                                                      | 69’                                                                    |
| 29-3-2011                                                              | Larissa                                                                | Grecia                                                                 | 0 – 0                                                                  | Polonia                                                                | Amichevole                                                             | -                                                                      | 83’                                                                    |
| 9-6-2011                                                               | Varsavia                                                               | Polonia                                                                | 0 – 1                                                                  | Francia                                                                | Amichevole                                                             | -                                                                      | 43’ 88’                                                                |
| 10-8-2011                                                              | Lubin                                                                  | Polonia                                                                | 1 – 0                                                                  | Georgia                                                                | Amichevole                                                             | -                                                                      | 80’                                                                    |
| 2-9-2011                                                               | Varsavia                                                               | Polonia                                                                | 1 – 1                                                                  | Messico                                                                | Amichevole                                                             | -                                                                      | 70’                                                                    |
| 11-11-2011                                                             | Breslavia                                                              | Polonia                                                                | 0 – 2                                                                  | Italia                                                                 | Amichevole                                                             | -                                                                      | 56’                                                                    |
| 15-11-2011                                                             | Poznań                                                                 | Polonia                                                                | 2 – 1                                                                  | Ungheria                                                               | Amichevole                                                             | -                                                                      | 73’                                                                    |
| 29-2-2012                                                              | Varsavia                                                               | Polonia                                                                | 0 – 0                                                                  | Portogallo                                                             | Amichevole                                                             | -                                                                      | 80’                                                                    |
| 26-5-2012                                                              | Klagenfurt am Wörthersee                                               | Polonia                                                                | 1 – 0                                                                  | Slovacchia                                                             | Amichevole                                                             | -                                                                      | 80’                                                                    |
| 2-6-2012                                                               | Varsavia                                                               | Polonia                                                                | 4 – 0                                                                  | Andorra                                                                | Amichevole                                                             | 1                                                                      | 58’                                                                    |
| 8-6-2012                                                               | Varsavia                                                               | Polonia                                                                | 1 – 1                                                                  | Grecia                                                                 | Euro 2012 - 1º turno                                                   | -                                                                      |                                                                        |
| 12-6-2012                                                              | Varsavia                                                               | Polonia                                                                | 1 – 1                                                                  | Russia                                                                 | Euro 2012 - 1º turno                                                   | -                                                                      | 90+3’                                                                  |
| 16-6-2012                                                              | Breslavia                                                              | Rep. Ceca                                                              | 1 – 0                                                                  | Polonia                                                                | Euro 2012 - 1º turno                                                   | -                                                                      | 73’                                                                    |
| 7-9-2012                                                               | Podgorica                                                              | Montenegro                                                             | 2 – 2                                                                  | Polonia                                                                | Qual. Mondiali 2014                                                    | -                                                                      | 73’                                                                    |
| 12-10-2012                                                             | Varsavia                                                               | Polonia                                                                | 1 – 0                                                                  | Sudafrica                                                              | Amichevole                                                             | -                                                                      | 84’                                                                    |
| 17-10-2012                                                             | Varsavia                                                               | Polonia                                                                | 1 – 1                                                                  | Inghilterra                                                            | Qual. Mondiali 2014                                                    | -                                                                      | 90’                                                                    |
| 14-11-2012                                                             | Danzica                                                                | Polonia                                                                | 1 – 3                                                                  | Uruguay                                                                | Amichevole                                                             | 1                                                                      |                                                                        |
| 6-2-2013                                                               | Dublino                                                                | Irlanda                                                                | 2 – 0                                                                  | Polonia                                                                | Amichevole                                                             | -                                                                      | 57’ 60’                                                                |
| 22-3-2013                                                              | Varsavia                                                               | Polonia                                                                | 1 – 3                                                                  | Ucraina                                                                | Qual. Mondiali 2014                                                    | -                                                                      | 59’                                                                    |
| 5-3-2014                                                               | Varsavia                                                               | Polonia                                                                | 0 – 1                                                                  | Scozia                                                                 | Amichevole                                                             | -                                                                      | 74’                                                                    |
| 13-5-2014                                                              | Amburgo                                                                | Germania                                                               | 0 – 0                                                                  | Polonia                                                                | Amichevole                                                             | -                                                                      | 54’                                                                    |
| Totale                                                                 |                                                                        | Presenze                                                               | 34                                                                     |                                                                        | Reti                                                                   | 6                                                                      |                                                                        |

## Palmarès

### Club

#### Competizioni nazionali
- Campionato francese: 1

Lilla: 2010-2011
- Coppa di Francia: 2

Lilla: 2010-2011
Bordeaux: 2012-2013